# Mistrzostwa Europy w Lekkoatletyce 2010 – chód na 20 km mężczyzn
Chód na 20 km mężczyzn – pierwsza konkurencja rozegrana podczas lekkoatletycznych mistrzostw Europy w Barcelonie. Chodzie rywalizowali na ulicach w centrum miasta, a ich rywalizacja rozpoczęła się o godzinie 8:05 czasu miejscowego, we wtorek 27 lipca.
W rywalizacji triumf odniósł reprezentant Rosji Stanisław Jemieljanow dla którego było to pierwszy sukces w gronie seniorów. W 2014 stracił złoty medal z powodu nieprawidłowości w paszporcie biologicznym.

## Rezultaty
Do rywalizacji przystąpiło 27 zawodników z 15 krajów. 
| WR - rekord świata \| CR - rekord mistrzostw \| NR - rekord kraju \| AR - rekord kontynentu                    |
| SB - najlepszy wynik w sezonie \| WL - najlepszy tegoroczny wynik na listach światowych \| PB - rekord życiowy |

| Poz.   | Zawodnik              | Reprezentacja | Rezultat | Uwagi |
| ------ | --------------------- | ------------- | -------- | ----- |
| Złoto  | Alex Schwazer         | Włochy        | 1:20:38  |       |
| Srebro | João Vieira           | Portugalia    | 1:20:49  | SB    |
| Brąz   | Robert Heffernan      | Irlandia      | 1:21:00  |       |
| 4.     | Giorgio Rubino        | Włochy        | 1:22:12  | SB    |
| 5.     | Andriej Kriwow        | Rosja         | 1:22:20  | SB    |
| 6.     | Matej Tóth            | Słowacja      | 1:22:20  |       |
| 7.     | Jakub Jelonek         | Polska        | 1:22:24  | SB    |
| 8.     | Juan Manuel Molina    | Hiszpania     | 1:22:35  |       |
| 9.     | Rafał Augustyn        | Polska        | 1:22:40  |       |
| 10.    | Andrij Kowenko        | Ukraina       | 1:22:43  | SB    |
| 11.    | Rusłan Dmytrenko      | Ukraina       | 1:22:45  |       |
| 12.    | Hervé Davaux          | Francja       | 1:24:12  |       |
| 13.    | Miguel Ángel López    | Hiszpania     | 1:24:28  |       |
| 14.    | Silviu Casandra       | Rumunia       | 1:24:51  |       |
| 15.    | Maik Berger           | Niemcy        | 1:25:01  |       |
| 16.    | Anton Kucmin          | Słowacja      | 1:25:12  |       |
| 17.    | José Ignacio Díaz     | Hiszpania     | 1:25:36  |       |
| 18.    | Dawid Tomala          | Polska        | 1:25:50  |       |
| 19.    | Jamie Costin          | Irlandia      | 1:26:05  |       |
| 20.    | Sérgio Vieira         | Portugalia    | 1:27:07  |       |
| 21.    | Iwan Łosiew           | Ukraina       | 1:27:12  |       |
| 22.    | Arnis Rumbenieks      | Łotwa         | 1:30:50  | SB    |
| 99 !   | Máté Helebrandt       | Węgry         | DNF      |       |
| 99 !   | Ivano Brugnetti       | Włochy        | DNF      |       |
| 99 !   | Ato Ibáñez            | Szwecja       | DSQ      |       |
| 99 !   | Dzianis Simanowicz    | Białoruś      | DSQ      |       |
| Złoto  | Stanisław Jemieljanow | Rosja         | 1.20.10  | DSQ   |